# ラヴ・ビーチ
『ラヴ・ビーチ』（Love Beach）は、エマーソン・レイク・アンド・パーマー（ELP）が1978年に発表したスタジオ・アルバム。

## 解説

### 製作までの経緯
ELPが3年間の休止期を終えて1977年に『ELP四部作』を発表してから、本作は3作目で最後のスタジオ・アルバムである。彼らは本作の発表後に解散し、1991年に再結成して1992年に次作『ブラック・ムーン』を発表するまで、トリオとしては13年間の眠りについた。
キース・エマーソンはインタビューの中で「このアルバムを制作している最中に、メンバーが話し合ってELPの解散を決めた」と発言している。また1994年の『イン・ザ・ホット・シート』のライナー・ノーツによると、本作は「アトランティック・レコードとの契約の関係でどうしても作らなければならなかったアルバム」であった。
前作『作品第2番』の発表に合わせて1977年10月に始まった全米ツアーが1978年3月に終わった後、エマーソンはバハマの首都ナッソーで休暇を過ごした。その後、グレッグ・レイクとカール・パーマーを伴って改めてバハマ入りして、本作の制作を開始した。バハマを選んだ目的は税金対策であるとコメントされている。
本作の題名は、シカゴのオヘア空港で実施された「このリストの中で、ELPの次のアルバムに一番適した題名はどれですか？」というアンケートの結果に基づいていると伝えられている。第一位はリストの一番下にあった『ラヴ・ビーチ』で、メンバーには極めて心外な結果だったが、アトランティック・レコードが気に入ったので題名に選ばれた。エマーソンは会長のアーメット・アーティガンに電話して「俺達はビーチ・ボーイズじゃない」と直訴したが、そのまま押し切られてしまった。

### 内容
1973年の『恐怖の頭脳改革』、1977年の『ELP四部作』、『作品第2番』と同様に、作詞家のピート・シンフィールドが参加した。
LPレコードのA面は6曲中「キャナリオ」を除く5曲がレイクの楽曲で、うち4曲がシンフィールド、残り1曲がシンフィールド、エマーソンとの共作である。「キャナリオ」はスペインの作曲家ホアキン・ロドリーゴが作曲したギターと管弦楽のための協奏曲『ある貴紳のための幻想曲』の第四楽章「カナリオ」の編曲である。
B面はエマーソンがシンフィールドと共作した組曲「将校と紳士の回顧録」で占められた。「愛を感じた時」の冒頭部分ではショパンの「練習曲第1番ハ長調 op.10-1」の最初の8小節が演奏されている。
メンバーは制作中に解散を決めて、もはや創作意欲を失っていたため、本作に対する彼等の見解は厳しく、評価は極めて辛辣であった。

## 評価
イギリスでは最高48位、アメリカでは最高55位。セールスは悪くはなく、それぞれシルバー・ディスクとゴールド・ディスクに認定された。

## 収録曲
1. 欲しいのは君だけ – "All I Want Is You" (Greg Lake, Peter Sinfield)
2. ラヴ・ビーチ – "Love Beach" (Lake, Sinfield)
3. 恋の味 – "Taste of My Love" (Lake, Sinfield)
4. ギャンブラー – "The Gambler" (Keith Emerson, Lake, Sinfield)
5. おまえのために – "For You" (Lake, Sinfield)
6. キャナリオ – "Canario" (Joaquín Rodrigo)
7. 将校と紳士の回顧録 – "Memoirs of an Officer and a Gentleman"
  1. a.プロローグ/紳士の教え – "Prologue/The Education of a Gentleman" (Emerson, Sinfield)
  2. b.愛を感じた時 – "Love at First Sight" (Emerson, Sinfield)
  3. c.最前線からの手紙 – "Letters from the Front" (Emerson, Sinfield)
  4. d.栄光の歩兵中隊(行進曲) – "Honourable Company (A March)" (Emerson)

## 参加ミュージシャン

### エマーソン・レイク・アンド・パーマー
- キース・エマーソン – キーボード
- グレッグ・レイク – ボーカル、ギター、ベース、ハーモニカ
- カール・パーマー – ドラム、パーカッション

### アディショナル・パーソネル
- ピート・シンフィールド – 作詞